# Ainhoa Achutegui
Ainhoa Achutegui Núñez (Caracas, 1978) es una gestora cultural luxemburguesa. Ha sido directora artística del centro cultural Wiener Werkstätten- und Kulturhaus (WUK) de Viena, directora artística del Centre des Arts Pluriels Edouard-Juncker (CAPe) en Ettelbruck (Luxemburgo) y desde 2013 dirige el Centro de Encuentro Cultural (Centre Culturel de Rencontre, CCR) de la Abadía de Neumünster, en Luxemburgo.

## Biografía
Hija de madre venezolana y padre vasco, Achutegui nació en Caracas (Venezuela). Posteriormente se trasladó a Viena (Austria), donde asistió al Liceo Francés antes de graduarse en Filosofía y en Ciencias del Teatro en la Universidad Central de Viena (Hauptuni Wien) y cursar dos posgrados en proyectos culturales y en gestión de proyectos.

## Trayectoria profesional
En 2004, a la edad de 26 años, fue nombrada directora artística del centro cultural Wiener Werkstätten- und Kulturhaus (WUK), puesto que ocupó hasta 2006. Durante ese período también participó activamente en las actividades del 5uper.net, un grupo internacional de artistas con base en Austria centrado en la investigación artística basada en la confluencia entre medios, arte, tecnología y sociedad.
Entre 2006 y 2013 fue directora artística del Centre des Arts Pluriels Edouard-Juncker (CAPe) en Ettelbruck y presidenta de la Federación de Centros Culturales Regionales de Luxemburgo.
En diciembre de 2013 fue nombrada directora del Centro de Encuentro Cultural de la Abadía de Neumünster en la ciudad de Luxemburgo.